# Гірнича промисловість Угорщини

## Загальна інформація
У 1990 р. Угорщина перейшла до ринкової економіки. Лібералізація умов гірничого виробництва і мінеральної розвідки, закриття нерентабельних кар'єрів стали основними етапами відходу від державної монополії. В кінці XX ст. у структурі гірничої промисловості У. осн. місце займають паливно-енергетична і бокситова пром-сть. У. імпортує нафту, нафтопродукти, газ, кам. вугілля, кокс, зал. руду, кольорові метали. Частка гірничої промисловості у ВВП становить 0,3 % (на 1998-99 рр.). В ній зайнято 25700 чол.
Максимальний видобуток вугілля — понад 30 млн т спостерігався в 1963-65 рр., нафти — бл. 2 млн т — протягом 1977—1986 рр., природного газу — бл. 7 млн т — в 1977 і 1984-86 рр., бокситів — понад 3 млн т — в 1974—1989 рр. Стан розвитку гірничої промисловості У. в кінці XX ст. — на початку XXI ст. проілюстровано в табл.:
Динаміка видобутку сировинних матеріалів в Угорщині в кінці XX ст. (млн т)
| Сировинні матеріали                      | 1986 | 1990 | 1994 | 1998 |
| Нафта                                    | 2,0  | 1,9  | 1,7  | 1,2  |
| Природний газ, млрд м³                   | 7,3  | 5,1  | 5,3  | 4,0  |
| Кам'яне вугілля                          | 2,7  | 2,0  | 1,0  | 0,9  |
| Буре вугілля                             | 15,5 | 11,5 | 6,0  | 6,0  |
| Лігніт                                   | 6,0  | 5,0  | 6,7  | 7,6  |
| Уранова руда                             | 0,7  | 0,6  | 0,4  | -    |
| Марганцева руда                          | 0,1  | 0,1  | 0,1  | 0,1  |
| Боксити                                  | 3,0  | 2,6  | 0,8  | 0,9  |
| Цемент та сировина для виробництва вапна | 8,2  | 7,8  | 5,5  | 5,7  |
| Будівельні та сировинні м-ли             | 9,1  | 6,4  | 6,9  | 7,2  |
| Пісок і щебінь                           | 32,5 | 27,8 | 19,8 | 22,4 |
| Сировина для керамічної промисловості    | 6,3  | 5,8  | 4,6  | 3,9  |

Видобуток мінералів і виробництво металів в Угорщині на межі ХХ-XXI ст. (тис. т).
| Продукт                  | 1999  | 2000  | 2001  |
| Сира нафта               | 1 243 | 1 136 | 1 063 |
| Природний газ, млн м³    | 3 100 | 3 000 | 3 500 |
| Кам'яне вугілля          | 738   | 726   | 573   |
| Буре вугілля             | 6 008 | 5 207 | 4 702 |
| Лігніт                   | 7 696 | 7 873 | 8 043 |
| Марганцева руда          | 10,0  | 10,0  | 4,1   |
| Боксити                  | 900   | 1 046 | 1 000 |
| Бентоніт                 | 9,3   | 4,8   | 5,2   |
| Перліт                   | 148   | 150   | 151   |
| Пісок скляний (всі види) | 665   | 673   | 507   |
| Алюміній                 | 295   | -     | -     |
| Сталь                    | 1 900 | 1 969 | 2 056 |

## Окремі галузі
Нафта та природний газ. Угорщина добуває невелику кількість нафти і природного газу зі свердловини в басейні Сегеда і районі Залу на південному заході країни. У 1998 тут було видобуто 3,5 млн т нафти і 4,7 млрд м³ природного газу. Щорічно країна імпортує бл. 9 млн т сирої нафти (переважно з Росії). Сиру нафту переробляють на заводі в Szazhalombatta, який виробляє бензин, дизельне пальне, мастила. Ринок нафтопродуктів розподілений так: 90 % — MOL Rt., 10 % — Shell, ÖMV, Total, ARAL, Avanti, Esso, Conoco, Tomoil і Agip.
Видобуток та споживання природного газу в У. в 1999 відповідно склав: 3,5 та 11,6 млрд м3. Більшу частину (59 % в 2000 р) газу У. імпортує з Росії, крім того — з Франції і Німеччини. Контракти з Росією Угорщина уклала до 2015 р. Водночас для зниження залежності від Росії у 1996 р. був введений в дію газопровід HAG, який зв'язує Угорщину з газовою мережею Західної Європи. Прогноз споживання газу в У. на 2005 р. — 17,6 млрд куб.м.
Дослідження, виробництво, рафінування і торгівлю у нафтовому секторі здійснює компанія MOL Rt, мета якої — досягти провідних позицій на ринку вуглеводневих продуктів у Центральній і Східній Європі.
Марганець. Єдиний працюючий марганцевий рудник в країні — Urkut. Його рудний резерв — 36 млн т гарантує виконання гірничих робіт на поточному виробничому рівні протягом 14 років.
Уранові руди видобувалися в Угорщині з 1995 біля Kovagoszolos (на північ від гір Mecsek). Видобуток руди сягав 900 тис. т/рік на 4-х кар'єрах. Але в кінці 1990-х рр. рудники закрилися внаслідок вичерпання кондиційних руд.
Нерудна сировина. Щорічний видобуток неметалічних мінералів — бл. 50 млн т/рік. У 1999 р видобуток нерудних матеріалів в Угорщині склав (тис. т): бентоніт — 9, каолін — 5, перліт — 148. Видобуток цегельної глини і виробництво черепиці почалися в Угорщині у 2-й половині 19 ст. 100 років тому на 292 заводах перероблялося 3,6 млн т цегельної і 183 тис. т вогнетривкої глини. Між 1-ю і 2-ю світовими війнами 344 цегельних заводи були модернізовані. Після націоналізації економіки їх кількість поменшала з 198 в 1947 р. до 130 в 1975 р.
У 2000 р. в країні було видобуто 6,9 млн т глини, 8,2 — штучного каменя, 26 — гравію, 3,6 — будівельного піску, 150 тис. т — перліту, 20 — вогнетривкої глини, 7 — керамічної глини, 2 — діатоміту і вироблено 6 млн т цементу. При цьому в промисловості будматеріалів діяли 248 піщаних кар'єрів, 237 гравійних, 134 з видобутку каменя, 89 — глин, 52 — вапняку, 17 — керамічної глини, 16 — вогнетривкої глини [Ind. ceram. et verr. — 2001. — № 971. — Р. 346—350].

## Наукові установи, підготовка кадрів, періодика
У галузі геології та гірничої справи дослідження ведуть у Будапешті: Угорський держ. геол. інститут і Угорський держ. геофіз. інститут; Проектно-досл. інститут алюмінієвої промисловості; НДІ розвитку нафтогазової промисловості; Центральний інститут розвитку гірн. справи та ін. В системі Угор. АН працюють: Геохім. НД лабораторія; НД лабораторія з видобутку вуглеводнів; Інститут геодезії і геофізики. Підготовку кадрів здійснюють Політехн. інститут важкої промисловості, Університет ім. Лоранда Етвеша, Сегедський і Дебреценський університети, Будапештський політехн. інститут, Веспремський інститут важкої хімії та ін. Періодична преса: «Földtani Közlöny» (з 1872), «Acta Geologica» (з 1957), «Földtani Kutatas» (з 1958), «Magyar Geofizika» (з 1960), «Acta Geodaetica, Geophysica et Montanistica» (з 966), «Geonomia es Banyaszat» (з 1967), «Banyaszati es Kohăszati Lapok» (з 1968).